# Fediukiwka
Fediukiwka (ukr. Федюківка) – wieś na Ukrainie, w obwodzie czerkaskim, w rejonie zwinogródzkim, w hromadzie Wynohrad. W 2001 liczyła 631 mieszkańców.